# Pëtr Ivaška
Pëtr Anatol'evič Ivaška (in bielorusso Пётр Анатольевіч Івашка?; Sjanno, 25 agosto 1971) è un ex biatleta bielorusso.
È indicato anche con la variante russa del suo nome, Пётр Анатольевич Ивашко (Pëtr Anatol'evič Ivaško).

## Biografia
In Coppa del Mondo ottenne il primo risultato di rilievo il 9 dicembre 1993 a Bad Gastein (63°) e come migliori piazzamenti tre quarti posti.
In carriera prese parte a quattro edizioni dei Campionati mondiali, vincendo tre medaglie.

## Palmarès

### Mondiali
- 3 medaglie:
  - 3 ori (gara a squadre[2] a Ruhpolding 1996; gara a squadre[2] a Osrblie 1997; staffetta[2] a Kontiolahti/Oslo 1999)

### Coppa del Mondo
- Miglior piazzamento in classifica generale: 54º nel 1999